# Michał Ciemniewski
Michał Ciemniewski herbu Prawdzic – podstoli ciechanowski w latach 1771–1778, cześnik ciechanowski w 1765 roku.
Jako poseł ziemi ciechanowskiej na sejm elekcyjny był elektorem Stanisława Augusta Poniatowskiego w 1764 roku z ziemi ciechanowskiej.